# 伊萊姆尼采

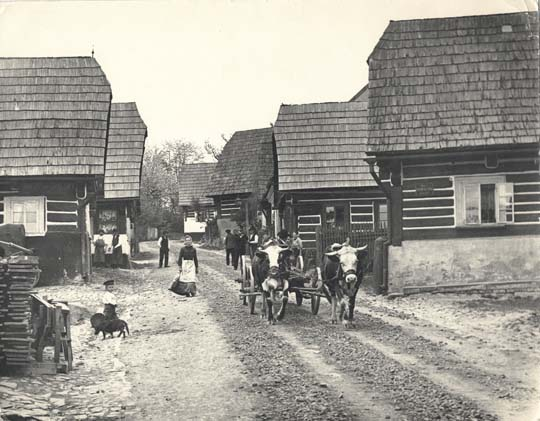

伊萊姆尼采是捷克的城鎮，位於該國北部，由利貝雷茨州負責管轄，面積13.86平方公里，海拔高度451米，鎮上城堡建於十六世紀現時用作博物館，2004年人口達5,651。

## 外部連結
- Municipal website （页面存档备份，存于）